# Miei compagni di viaggio
Miei compagni di viaggio è il dodicesimo album di Mia Martini (il primo dal vivo), pubblicato nel 1983 dall'etichetta DDD.

## Il disco
L'ultimo album di Mia Martini, prima del ritiro dalle scene, durato dal 1983 al 1989. Un disco formato da cover interpretate da Mimì e numerosi "compagni di viaggio".
L'artista ha voluto raccogliere i brani e gli autori da lei più amati: Fabrizio De André (Il pescatore), Leonard Cohen (Suzanne), Luigi Tenco (Un giorno dopo l'altro e Vedrai vedrai), Joan Manuel Serrat (Señora), Kate Bush (Wuthering Heights), Joni Mitchell (Big Yellow Taxi), Francesco De Gregori (Alice), Vinícius de Moraes (Valsinha), Jimi Hendrix (Little Wing), Chico Buarque de Hollanda (Roda Viva e Ed ora dico sul serio), Randy Newman (Guilty) e John Lennon (Imagine).
Le cover straniere vengono tutte tradotte in italiano, tranne Guilty e Imagine.
Per il brano Suzanne utilizza la versione di Fabrizio De André, mentre il brano Signora (Señora) era già stato incluso nell'album Il giorno dopo nel 1973 su testo italiano di Paolo Limiti. Gli altri brani sono stati tradotti dalla stessa Mia Martini.
Tra i tanti artisti che hanno affiancato Mimì nella registrazione dell'album al Teatro Ciak di Milano, vi sono: Giulio Capiozzo, Giorgio Cocilovo, Mimì Gates, Mark Harris, Gilberto Martellieri, Claudio Pascoli, Maurizio Preti, Carlo Siliotto, Ares Tavolazzi, Ivano Fossati, Riccardo Zappa, Loredana Bertè, Aida Cooper, Cristiano De André, Guido Harari (ingaggiato come fotografo per il concerto), Franco Cesaretto, Antonio Panarello, Jurgen Kramer, Ralf Gewald, Peter Brandt, Ezio de Rosa, Shel Shapiro (alla produzione esecutiva).
Ed ora dico sul serio assume un significato emblematico, che preannuncia il lungo ritiro dalle scene.
(dal brano Ed ora dico sul serio)

## Tracce
1. Il pescatore (F. De Andrè) - 3:23
2. Suzanne (F. De Andrè/L. Cohen) - 4:56
3. Un giorno dopo l'altro  (L. Tenco) - 3:11
4. Signora (P. Limiti/J.M. Serrat) 2:31 Señora
5. Cime tempestose (Miamartini/K. Bush) - 4:05 Wuthering Heights
6. Taxi giallo (Miamartini/J. Mitchell) - 2:46 Big Yellow Taxi
7. Alice (F. De Gregori) - 3:50
8. Valsinha (S. Bardotti/C. Buarque De Hollanda/V. De Moraes) - 2:43
9. Le ali della mente (Miamartini/J. Hendrix) - 4:13 Little wing
10. Rotativa (S. Bardotti/C. Buarque De Hollanda) - 3:17 Roda viva
11. Vedrai vedrai (L. Tenco) - 3:50
12. Guilty (R. Newman) - 2:40
13. Imagine (J. Lennon) - 3:53
14. Ed ora dico sul serio (S. Bardotti/C. Buarque De Hollanda) - 3:40 Agora falando serio

## Crediti
- Produzione artistica: Carlo Siliotto
- Produzione esecutiva: Shel Shapiro
- Registrazione: Milano, Teatro Ciak Toshiba, 22 e 23 ottobre 1983
- Organizzazione: Barley Arts Productions - Act Suono Immagine
- Fonico di sala: Franco Cesaretto
- Fonico di palco: Antonio Panarello
- Service: TN Acoustic
- Banco di registrazione mobile: Dierks Studio
- Fonici: Jurgen Kramer, Ralf Gewald, Peter Brandt
- Supervisore: Ezio De Rosa
- Assistente in studio: Mario Lovallo
- Missaggi: "Clan Studio" (Milano) by Ezio De Rosa, Mark Harris, Carlo Siliotto, Mia Martini
- Tecnico del transfert: Piero Mannucci (Rca, Roma)
- Fotografie: Guido Harari
- Grafica: Fragola & Panna

## Arrangiamenti
- Carlo Siliotto
- Mark Harris

## Formazione
- Mia Martini - voce
- Gilberto Martellieri - sintetizzatore, ARP, organo Hammond, pianoforte, Fender Rhodes
- Giulio Capiozzo - batteria
- Carlo Siliotto - chitarra classica, vocoder, violino
- Mark Harris - pianoforte, Fender Rhodes
- Ares Tavolazzi - basso, mandola
- Riccardo Zappa - chitarra acustica
- Ivano Fossati - pianoforte, cori
- Giorgio Cocilovo - chitarra acustica, chitarra elettrica
- Maurizio Preti - percussioni
- Mimi Gates - viola, cori
- Claudio Pascoli - sassofono tenore, ARP, sassofono soprano
- Loredana Bertè, Aida Cooper, Cristiano De André - cori

## Registrato
Primo album dal vivo di Mia Martini, registrato in diretta televisiva su Canale 5, e durante due tappe del suo Tour 1983, il 22 ottobre e 23 ottobre 1983 al Teatro Ciak Toshiba di Milano. Ristampato su CD nel 1996 dalla DDD - catalogo 74321391992 ed inserito nel catalogo Bmg Ricordi.